# Κ
Capa (Κ ou κ; em grego:  κάππα, transl.: káppa) é a décima letra do alfabeto grego e tem um valor numérico de 20.	

## Classificação
- Alfabeto = grego
- Fonética = /Ke/, letras K ou C